# Ernst Ihbe
Ernst Ihbe (Erlbach, 20 dicembre 1913 – Lipsia, 30 agosto 1992) è stato un pistard tedesco.

## Palmarès

### Olimpiadi
- Oro a Berlino 1936 nel tandem.